# Boško Anić
Boško Anić (Treglia, 27 luglio 1968) è un allenatore di calcio ed ex calciatore croato, di ruolo difensore.

## Carriera

### Allenatore
Nel maggio 2007 prende la guida del Međimurje.
Nell'agosto seguente viene sollevato da tale incarico lasciando il posto a Ivan Bedi.